# Cape Faraday
Cape Faraday är en udde i Antarktis. Den ligger på Powell Island i Sydorkneyöarna. Argentina och Storbritannien gör anspråk på området. 
Terrängen inåt land är huvudsakligen kuperad, men österut är den platt. Havet är nära Cape Faraday norrut. Trakten är obefolkad.